# Michael Gilmore
Michael Gilmore (Jacksonville, 15 januari 1995) is een Amerikaans-Belgisch basketballer.

## Carrière
Gilmore speelde collegebasketbal voor de VCU Rams van 2014 tot 2016. Na een jaar te hebben uitgezeten maakte hij de overstap naar Florida Gulf Coast Eagles om een jaar later weer terug te keren naar de Rams. In 2019 werd hij niet gekozen in de NBA draft. Hij tekende zijn eerste profcontract bij de Duitse tweedeklasser Phoenix Hagen. Eind december 2020 tekende hij bij de Belgische eersteklasser BC Oostende en won met hen de landstitel en beker. Hij tekende voor het seizoen 2021/22 bij Union Mons-Hainaut maar hij vertrok weer in september 2021. Hij tekende daarna bij het Amerikaanse Wisconsin Herd en eindigde het seizoen vanaf maart 2022 bij het Canadese Raptors 905.
In mei 2022 ging hij spelen voor het Mexicaanse Rayos de Hermosillo. Voor het seizoen 2022/23 tekende hij bij het Zweedse BC Luleå en speelde er een seizoen. Hij startte het seizoen 2023/24 bij het Griekse PAOK Saloniki BC om vanaf maart 2024 te gaan spelen voor de Italiaanse eersteklasser Pallacanestro Varese. Hij speelde daarna nog kort voor het Chinese Liaoning Flying Leopards.
Begin oktober 2024 tekende hij bij het Turkse Büyükçekmece Basketbol. Hij verliet de Turkse club in januari 2025 en tekende daarna bij de Italiaanse tweedeklasser UCC Piacenza Basket.

## Privéleven
Michaels vader Earl trouwde met een Belgische waardoor Michael ook een Belgisch paspoort kreeg. Zijn ooms Artis Gilmore en Oren Gilmore waren ook een basketballer.

## Erelijst
- Belgisch landskampioen: 2021
- Belgisch bekerwinnaar: 2021